# Paul Körner-Schrader
Paul Körner-Schrader (Paul Körner Pseudonym eigentlich Karl Schrader, * 25. April 1900 in Wedderstedt; † 18. Mai 1962 in Berlin) war ein deutscher Schriftsteller und Widerstandskämpfer gegen den Nationalsozialismus.

## Leben
Karl Schrader war der Sohn eines sozialdemokratischen Stellmachers. Er durchlebte eine harte Kindheit und Jugend und war gezwungen, eine Lehre als Gärtner abzubrechen. 1917 wurde er zum Militär einberufen. Nachdem er ein selbstverfasstes pazifistisches Gedicht verbreitet hatte, wurde er wegen Hochverrats angeklagt und zu einer einjährigen Haftstrafe verurteilt, die er in der Festung Thorn verbüßte.
Nach der Novemberrevolution von 1918 gehörte Schrader einem Soldatenrat an; er wurde Mitglied des Spartakusbundes und 1919 der KPD. Wegen seiner Teilnahme am Mitteldeutschen Aufstand 1921 wurde er in Abwesenheit zu sieben Jahren Haft verurteilt. Schrader tauchte unter und arbeitete unter dem Namen Paul Körner in der Industrie, im Bergbau und in der Landwirtschaft. Nachdem sein Urteil 1928 durch eine Generalamnestie aufgehoben worden war, wurde Körner-Schrader Redakteur der kommunistischen Zeitung Die Rote Fahne und Mitglied des Bundes Proletarisch-Revolutionärer Schriftsteller. In den folgenden Jahren brachten ihm seine Veröffentlichungen mehrere Prozesse und insgesamt fünf Jahre Haft unter anderem wegen „literarischen Hochverrats“ und Gotteslästerung ein. Sein erster Roman Schlagende Wetter wurde 1929 noch vor dem Erscheinen verboten.
Nach der nationalsozialistischen „Machtergreifung“ wurde über Körner-Schrader ein Schreibverbot verhängt; der Autor war in den folgenden Jahren permanenter Verfolgung und wiederholter Inhaftierung durch die Behörden des nationalsozialistischen Deutschen Reichs ausgesetzt, vermochte aber dennoch weiter illegal in der deutschsprachigen Exilpresse zu veröffentlichen. 1939 wurde er als Sanitätssoldat zur Wehrmacht eingezogen, und bis 1945 nahm er als Soldat der Wehrmacht am Zweiten Weltkrieg teil.
Nach Kriegsende lebte Körner-Schrader in Berlin und war Mitarbeiter zahlreicher Zeitungen und Zeitschriften sowie des DDR-Rundfunks.
Paul Körner-Schraders Werk umfasst Romane, Erzählungen, Kinderbücher, Gedichte, Laienspiele und Hörspiele, in denen er häufig eigenes Erleben aus der Zeit des Kaiserreichs bis zum Zweiten Weltkrieg verarbeitete.
Paul Körner-Schrader wurde 1959 mit dem Vaterländischen Verdienstorden in Silber, 1960 mit der Franz-Mehring-Ehrennadel des Verbandes der Deutschen Presse und mit der Ernst-Moritz-Arndt-Medaille ausgezeichnet. Seine Urne wurde auf dem Friedhof Baumschulenweg zusammen mit der seiner Ehefrau Gertrud begraben.

## Werke
- Paul Körner: Gustav Schwab. Götter- und Heldensagen. Für die Jugend ausgewählt. Verlag Jugendhort, Berlin 1920.
- Paul Körner: Der Ziehhund vor dem Reichsgericht. In: Die Linkskurve. 1. Jg. Nr. 1. 1. August 1929, S. 35–36.
- Paul Körner: Streik der Kumpels. In: Die Linkskurve. 2. Jg. Nr. 1. Januar 1930, S. 9–11.
- Paul Körner: Mit der Knarre in der Hand. In: Die Linkskurve. 3. Jg. Nr. 4. April 1931, S. 8–10.
- Paul Körner: Krieg im Dorfe. In: Die Linkskurve. 3. Jg. Nr. 7. Juli 1931, S. 22–34.
- Erwischt. Ein Laienspiel. Hrsg. vom Zentralrat der FDJ, Abt. Kultur. Verlag Neues Leben, Berlin 1949.
- Die Hungerbauern. Erzählung aus dem Bauernleben der Neuzeit. Der Greifenverlag, Rudolstadt 1949.
- Die Angsthasen. Humoristisches Laienspiel um den 1. Mai 1890 in 4 Aufzügen und 3 Zwischenbildern. Hrsg. von der Zentralstelle für Volkskunst im Einvernehmen mit dem Bundesvorstand des FDGB, Kultur und Erziehung. Die Freie Gewerkschaft, Berlin 1950.
- Da schaut der Ochs zum Fenster raus, Mitteldeutscher Verlag, Halle (Saale) 1950.
- Der Spiegel. Ein Märchenspiel. Mitteldeutscher Verlag, Halle (Salle) 1951.
- Im Brunnenloch gefangen. Verlag Neues Leben, Berlin 1953.
- Ostlandreiter. Deutscher Militärverlag, Berlin 1959.
- Treibjagd im Dorf. Illustrationen von Kurt Zimmermann. Kinderbuchverlag, Berlin 1959.
- Brot für den großen Tisch, Mitteldeutscher Verlag, Halle (Saale) 1960.
- Die silbernen Kugeln. Illustrationen Horst Bartsch. Kinderbuchverlag, Berlin 1960. (=Trompeterbuch 13)
- Berlin, Andreasstraße. Kinderbuchverlag, Berlin 1962.